# Volvo Golf Champions
Das Volvo Golf Champions war ein neu etabliertes professionelles Golfturnier der Männer auf der PGA European Tour. Das Event wurde 2011 gegründet und im Januar im Royal Golf Club in Riffa, Bahrain gespielt. Seit 2012 wurde es in Südafrika ausgetragen.

## Siegerliste
| Jahr | Austragungsort                   | Gewinner         | Nationalität | Score | Score | Score | Score | Score     |
| Jahr | Austragungsort                   | Gewinner         | Nationalität | R1    | R2    | R3    | R4    | Total     |
| ---- | -------------------------------- | ---------------- | ------------ | ----- | ----- | ----- | ----- | --------- |
| 2014 | Durban Country Club, Südafrika   | Louis Oosthuizen | Südafrika    | 68    | 69    | 71    | 68    | 276 (-12) |
| 2013 | Durban Country Club, Südafrika   | Louis Oosthuizen | Südafrika    | 68    | 64    | 74    | 66    | 272 (-16) |
| 2012 | The Links at Fancourt, Südafrika | Branden Grace    | Südafrika    | 68    | 66    | 75    | 71    | 280 (-12) |
| 2011 | The Royal Golf Club, Bahrain     | Paul Casey       | England      | 67    | 67    | 66    | 68    | 268 (-20) |